# Orodes III.
Orodes III. († 6) war ein parthischer König, der von 4 bis 6 n. Chr. regierte. Er soll von den parthischen Adligen auf den Thron gesetzt worden sein, ist dann aber wegen seiner Grausamkeiten kurz darauf ermordet worden (so Josephus).